# 独行侠都市音乐
独行侠都市音乐（英語：Maverick City Music）是美国的一支当代崇拜音乐乐团，由托尼·布朗和乔纳森·杰伊于亚特兰大创立，于2019年凭借慢速唱片《Maverick City, Vol. 1》 及《Maverick City, Vol. 2》出道。2020年发行现场专辑《Maverick City Vol. 3 Part 1》 及《Maverick City, Vol. 3 Pt. 2》，同年先后推出首张协作EP《You Hold It All Together》及假日主题专辑《Maverick City Christmas》。2021年，乐团发行了数张专辑，其中与Upperroom乐队合作制作的《Move Your Heart》、与高空崇拜乐队制作的《Old Church Basement》以及单独制作的《Jubilee: Juneteenth Edition》较为成功。
自出道以来，独行侠都市音乐已收获过5次格莱美奖、4次聖鴿獎、1次公告牌音乐奖及1次靈魂列車音樂大獎。

## 乐团历史
2018年，17个歌曲创作团队汇集了超过100名基督教音乐人，创作了100多首歌曲并组成了一家唱片公司。为使成员组成更为多样化，托尼·布朗和乔纳森·杰伊决定将容易受到边缘化（如黑人和女性）且从事当代基督教音乐的人聚集在一起，让他们得以展示自己的嗓音和能力，独行侠都市音乐应运而生。2019年7月29日，乐团发行首张EP《Maverick City, Vol. 1》，该专辑后来登上告示牌福音音乐专辑榜第十名。同年11月12日，乐团的第二张EP《Maverick City, Vol. 2》面世，该专辑在公告牌的基督教音乐专辑榜中最高排名达到35。
2020年4月17日，独行侠发行了首张独立专辑《Maverick City Vol. 3 Part 1》 ，该专辑分别在美国的基督教专辑榜及福音音乐专辑榜排名第6及第2，并在英国的基督教及福音音乐专辑官方榜单上位列第15。同年7月27日，乐团宣布他们的第一首电台单曲《Man of Your Word》将于8月21日在基督教音乐电台上线。该曲在当年的热门基督教音乐榜单中最好排名第18，并断续在该榜单上停留了26个周。在2020年的圣鸽奖颁奖典礼上，独行侠总共获得两项提名，分别为单曲《Promises》的年度福音歌曲提名及专辑《Maverick City Vol. 3 Part 1》的年度福音专辑提名
2020年10月9日，独行侠推出了第二张录音室专辑《Maverick City, Vol. 3 Pt. 2》，该专辑在美国的基督教专辑及福音专辑榜单上分别排名第4及第2，并在英国的基督教及福音音乐专辑官方榜单排名第8。
2020年11月20日，独行侠首次与Upperroom乐团合作，共同发布专辑《You Hold It All Together》，该专辑在美国的基督教专辑及福音专辑榜单上分别排第20及第2，并排在英国基督教及福音音乐专辑官方榜单第二名。同年11月27日圣诞节之际，独行侠推出了一张假日主题专辑《Maverick City Christmas》，该专辑在美国的福音专辑排行榜上位列第4。
2021年1月29日，独行侠与Upperroom再度联手，推出专辑《Move Your Heart》，该专辑美国的基督教专辑排名第15，并位居福音专辑榜单的榜首。同年2月26日，两个乐团再度合作推出EP《Jubilee》，该专辑在美国的基督教专辑及福音专辑榜单上分别排名第14及第2。3月12日，独行侠发布首张西班牙语专辑《Como En El Cielo》中的主打歌曲《Acercame》，并于3月19日发布完整专辑。
2021年3月26日，独行侠与“高空崇拜”合作推出专辑《Old Church Basement》的宣传单曲《Jireh》 ，此曲在美国的热门基督教歌曲榜单上位列第8，并在热门福音歌曲榜单上位列第一。4月9日，独行侠与高空崇拜发布了《Old Church Basement》的第二首宣传单曲《Talking to Jesus》 ，此曲在美国热门基督教音乐及热门福音音乐榜单上分别排名第9及第1。4月23日，高空崇拜单独发布了第三首宣传单曲《Wait on You》。完整的《Old Church Basement》最终于4月30日发布，同时专辑歌曲《Build Your Church》的MV也被发布到YouTube。《Old Church Basement》在当年的Billboard 200榜单上排名第30，同时凭借发布后第一周获得的19,000张专辑销量分别位列基督教专辑排行榜及福音专辑排行榜第一名，专辑中的9首歌曲也近乎将热门福音音乐榜单前10名全部霸占。此专辑在其他国家的反响也颇为热烈，其在英国的基督教及福音音乐专辑官方榜单位列第二，在澳大利亚、加拿大、新西兰及瑞士等国的主流榜单上也都榜上有名。
2021年5月3日，独行侠推出了单曲《Promises》的另一个版本，此曲在美国的基督教专辑及福音专辑榜单上均位列榜首。 随后，独行侠宣布将于秋季在国内12个城市之间举办首次巡演。
2021年6月2日，独行侠宣布已经开始为下一张专辑《Jubilee: Juneteenth Edition》进行筹备，6月4日，乐团发布主打歌曲《Breathe》，此曲后来分别在美国的热门基督教歌曲及热门福音歌曲榜单上排名第31及第10。完整的《Jubilee: Juneteenth Edition》在6月18日（六月节）发布，并凭借3000张专辑销量分别在美国的基督教专辑及福音专辑榜单上排名第8及第2，以及在英国的基督教及福音音乐专辑官方榜单上位居第五。2021年7月23日，独行侠与唱片公司Tribl合作推出现场专辑《Tribl I》，该专辑在美国的基督教专辑及福音专辑榜单上分别排名第10及第3。10月1日，乐团发行第二张西班牙语专辑《Venga Tu Reino》。11月30日，乐团推出第二张圣诞节专辑《A Very Maverick Christmas》，该专辑在美国的基督教专辑及福音专辑榜单上分别排名第9及第3，并在英国的基督教及福音音乐专辑官方榜单上排名第5。
2021年，独行侠在第52届圣鸽奖颁奖典礼上获得3张项提名，分别为年度新星、年度崇拜音乐单曲（《Jireh》）及年度崇拜音乐专辑（《Old Church Basement》），其中除年度单曲外，其他两项均被独行侠（以及合作伙伴高空崇拜）夺得。
2022年，独行侠在第64屆格萊美獎上获得四项提名，并最终凭借《Old Church Basement》与高空崇拜共同夺得最佳当代基督音乐专辑奖，独行侠同时现场演唱了《Jireh》，成为20年来首个在格莱美奖颁奖礼上表演的基督教福音乐团。同年，独行侠在公告牌音乐奖颁奖典礼上获得六项提名。
2022年1月3日，独行侠推出单曲《Firm Foundation (He Won't)》，此曲在美国的基督教歌曲及福音歌曲榜单上的最高排名分别达到第33及第10。2月11日，独行侠与黑人历史月乐团联手发布EP《Breathe》，该专辑在美国的基督教专辑及福音专辑榜单上分别排名第16及第4。3月22日，独行侠与音乐人柯克·富兰克林共同宣布将他们的合作专辑《Kingdom》将以巡演方式发布（原定由富兰克林发布）。4月8日，乐团发布了一首名为《Worthy of My Song (Worthy of It All)》的单曲，此曲在美国基督教歌曲及福音歌曲榜单上的最高排名分别达到第27及第11。4月29日，乐团再度与Tribl合作推出现场专辑《Tribl Nights Anthologies》，该专辑在美国的基督教专辑及福音专辑榜单上分别排名第41及第6。
2022年5月10日，独行侠与柯克·富兰克林宣布将在6月17日推出合作专辑《Kingdom Book One》，同时发布了第一首宣传单曲《Kingdom》，此曲在美国的基督教歌曲及福音歌曲榜单上的最高排名分别达到第17及第6。第二首宣传歌曲《Bless Me》则于6月3日发布，并分别在美国的基督教歌曲及福音歌曲榜单上最高排名第19及第8。此外，乐团还参与过歌手克劳德尔（Crowder）歌曲《God Really Loves Us》（2022年6月3日发布）的演唱，该歌曲在美国的基督教歌曲及福音歌曲榜单上的最高排名分别达到第3及第1。
2022年6月10日，独行侠推出第三张西班牙语专辑《Simple Adoración》。6月17日，专辑《Kingdom Book One》如期发布，该专辑后来在Billboard 200榜单上位列第151名，同时凭借5000张的销量，在美国的基督教专辑及福音专辑榜单上分别排名第2，此外还在英国基督教及福音音乐专辑官方榜单位居第五名。11月4日，独行侠发行了录音室版本单曲《Fear Is Not My Future》，此曲在美国基督教歌曲及福音歌曲榜单上分别排名第13及第5。11月25日，独行侠第二次在基督教音乐电台上发布单曲《Mary Did You Know?》，此曲在美国基督教歌曲及福音歌曲榜单上分别排名第23及第11。
2022年9月26日，独行侠在Instagram账户上宣布因为成员鲍威的举止有违乐团核心价值，将暂时停止与他的合作；鲍威随后发表道歉声明，重申神明在他生命中的重要性
2022年，独行侠在第53届圣鸽奖颁奖典礼上获得年度艺人、年度录制崇拜歌曲（录音室版本《Jireh》）、年度福音崇拜歌曲（《Breathe》）、年度当代福音音乐专辑（《Jubilee: Juneteenth Edition》）及年度崇拜音乐专辑《Tribl Nights Atlanta》等7项提名，并最终在年度福音歌曲及年度福音音乐专辑的提名中胜出。
2023年，独行侠在第65屆格萊美獎上获得最佳福音专辑（《Kingdom Book One (Deluxe)》）、最佳当代基督音乐专辑（《Breathe》）、最佳福音表演/歌曲（《Kingdom》）及两项最佳基督音乐表演/歌曲（《Fear Is Not My Future》和电台版本的《God Really Loves Us》 等五项提名，并最终夺得其中的最佳福音专辑、最佳当代基督音乐专辑、最佳福音表演/歌曲及最佳基督音乐表演/歌曲，与碧昂絲并列成为该届格莱美奖最多奖项获得者。

## 奖项与提名

### 全美音樂獎
| 年份 | 獲提名         | 獎項                   | 結果 | Ref.   |
| ---- | -------------- | ---------------------- | ---- | ------ |
| 2021 | 独行侠都市音乐 | 最受喜爱的福音音乐艺人 | 提名 | [ 96 ] |
| 2022 | 独行侠都市音乐 | 最受喜爱的福音音乐艺人 | 提名 | [ 97 ] |

### 黑人娱乐电视大奖
| 年份 | 獲提名    | 獎項                         | 結果 | Ref.   |
| ---- | --------- | ---------------------------- | ---- | ------ |
| 2022 | 《Jireh》 | 鲍比·琼斯最佳福音/励志音乐奖 | 提名 | [ 98 ] |

### 公告牌音乐奖
| 年份   | 獲提名                           | 獎項           | 結果 | Ref.    |
| ------ | -------------------------------- | -------------- | ---- | ------- |
| 2021   | 独行侠都市音乐                   | 最佳福音艺人   | 提名 | [ 99 ]  |
| 2021   | 《Maverick City Vol. 3 Part 1》  | 最佳福音专辑   | 獲獎 | [ 99 ]  |
| 2021   | 《Maverick City, Vol. 3 Part 2》 | 最佳福音专辑   | 提名 | [ 99 ]  |
| 2022年 | 独行侠都市音乐                   | 最佳福音艺人   | 提名 | [ 100 ] |
| 2022年 | 《Old Church Basement》          | 最佳基督教专辑 | 提名 | [ 100 ] |
| 2022年 | 《Old Church Basement》          | 最佳福音专辑   | 提名 | [ 100 ] |
| 2022年 | 《Jubilee: Juneteenth Edition》  | 最佳福音专辑   | 提名 | [ 100 ] |
| 2022年 | 《Move Your Heart》              | 最佳福音专辑   | 提名 | [ 100 ] |
| 2022年 | 《Jireh》                        | 最佳福音歌曲   | 提名 | [ 100 ] |

### 圣鸽奖
| 年份   | 獲提名                          | 獎項                    | 結果 | Ref.            |
| ------ | ------------------------------- | ----------------------- | ---- | --------------- |
| 2020年 | 《Promises》                    | 年度福音歌曲            | 提名 | [ 101 ]         |
| 2020年 | 《Maverick City Vol. 3 Part 1》 | 年度福音专辑            | 提名 | [ 101 ]         |
| 2021年 | 独行侠都市音乐                  | 年度新星                | 獲獎 | [ 102 ] [ 103 ] |
| 2021年 | 《Jireh》                       | 年度崇拜歌曲            | 提名 | [ 102 ] [ 103 ] |
| 2021年 | 《Old Church Basement》         | 年度崇拜专辑            | 獲獎 | [ 102 ] [ 103 ] |
| 2022年 | 独行侠都市音乐                  | 年度艺人                | 提名 | [ 104 ] [ 105 ] |
| 2022年 | 《Breathe》                     | 年度福音歌曲            | 獲獎 | [ 104 ] [ 105 ] |
| 2022年 | 《Jireh》（电台版本）           | 年度崇拜歌曲            | 提名 | [ 104 ] [ 105 ] |
| 2022年 | 《Jubilee: Juneteenth Edition》 | 年度当代福音专辑        | 提名 | [ 104 ] [ 105 ] |
| 2022年 | 《Tribl Nights Atlanta》        | 年度福音专辑            | 獲獎 | [ 104 ] [ 105 ] |
| 2022年 | 《Venga Tu Reino》              | 年度西班牙语专辑        | 提名 | [ 104 ] [ 105 ] |
| 2022年 | 《A Very Maverick Christmas》   | 年度圣诞节/特别活动专辑 | 提名 | [ 104 ] [ 105 ] |
| 2023年 | 《Bless Me》                    | 年度当代福音歌曲        | 待定 | [ 106 ]         |
| 2023年 | 《Kingdom Book One (Deluxe)》   | 年度当代福音专辑        | 待定 | [ 106 ]         |
| 2023年 | 《Fear Is Not My Future》       | 年度崇拜歌曲            | 待定 | [ 106 ]         |

### 格莱美奖
| 年份   | 獲提名                              | 獎項                      | 結果 | Ref.    |
| ------ | ----------------------------------- | ------------------------- | ---- | ------- |
| 2022年 | 《Wait on You》                     | 最佳福音表演/歌曲         | 提名 | [ 107 ] |
| 2022年 | 《Jubilee: Juneteenth Edition》     | 最佳福音专辑              | 提名 | [ 107 ] |
| 2022年 | 《Jireh》                           | 最佳当代基督音乐表演/歌曲 | 提名 | [ 107 ] |
| 2022年 | 《Old Church Basement》             | 最佳当代基督音乐专辑      | 獲獎 | [ 107 ] |
| 2023年 | 《Kingdom》                         | 最佳福音表演/歌曲         | 獲獎 | [ 108 ] |
| 2023年 | 《Kingdom Book One》                | 最佳福音专辑              | 獲獎 | [ 108 ] |
| 2023年 | 《God Really Loves Us》（电台版本） | 最佳当代基督音乐表演/歌曲 | 提名 | [ 108 ] |
| 2023年 | 《Fear Is Not My Future》           | 最佳当代基督音乐表演/歌曲 | 獲獎 | [ 108 ] |
| 2023年 | 《Breathe》                         | 最佳当代基督音乐专辑      | 獲獎 | [ 108 ] |

### 有色人种进步协会奖
| 年份   | 獲提名               | 獎項                    | 結果 | Ref.    |
| ------ | -------------------- | ----------------------- | ---- | ------- |
| 2023年 | 《Kingdom Book One》 | 杰出福音/基督教音乐专辑 | 待定 | [ 109 ] |

### 灵魂列车音乐奖
| 年份   | 獲提名                        | 獎項                | 結果 | Ref.    |
| ------ | ----------------------------- | ------------------- | ---- | ------- |
| 2021年 | 独行侠都市音乐                | 最佳福音/励志音乐奖 | 提名 | [ 110 ] |
| 2022年 | 独行侠都市音乐与柯克·富兰克林 | 最佳福音/励志音乐奖 | 獲獎 | [ 111 ] |